# Schloss Hohenburg (Lenggries)
Hohenburg Slot ligger i Lenggries Kommune i Landkreis Bad Tölz-Wolfratshausen i Oberbayern i Tyskland.

## Barok byggestil
Hohenburg er kendt siden det 11. århundrede. Under den spanske arvefølgekrig brændte de østrigske tropper den gamle borg den 21. juli 1707.
I  1712–1718 fik Ferdinand Joseph von Herwarth bygget et nyt slot omkring 300 meter fra ruinerne af den gamle borg. Det nye slot blev opført i klassisk barok stil.

## Karl zu Leiningen
Fyrst Karl zu Leiningen (1804–1856) (en ældre halvbroder til dronning Victoria af Storbritannien) købte slottet i 1836. 
I 1848 var han kortvarigt valgt til den tyske Frankfurter Nationalforsamlings ministerpræsident.
I 1857 blev Hohenburg erhvervet af finansmanden og friherren Karl von Eichthal.

## I luxembourgsk besiddelse
I 1870 købte den landflygtige hertug Adolf af Nassau–Weilburg Hohenburg, som hans slægt beholdt indtil 1953.
I 1890 blev Adolf storhertug af Luxembourg, og Hohenburg blev familiens sommerslot. I 1924 døde den afsatte storhertuginde Marie-Adélaïde af Luxembourg på slottet.
Derefter blev Hohenburg enkesæde for storhertuginde Maria Anna (1861–1942), der havde regeret Luxembourg fra 1908 til 1912. Maria Anna var mor til storhertuginderne Marie-Adélaïde og Charlotte af Luxembourg. 
Efter udbruddet af 2. verdenskrig i 1939 flygtede storhertuginde Maria Anna til USA, hvor hun døde i 1942. 
Efter krigen sørgede den amerikanske general George Patton for, at storhertuginde Charlotte af Luxembourg fik slottet tilbage.

## Katolsk pigeskole
I 1953 købte erhvervsmanden Max Grundig fra elektronikvirksomheden Grundig Hohenburg. Der blev oprettet en katolsk pigeskole på slottet, som blev overtaget af det katolske ærkebispedømme München og Freising i 1990.
- Wikimedia Commons har flere filer relateret til Schloss Hohenburg (Lenggries)

47°40′20″N 11°35′14″Ø / 47.672248°N 11.58735°Ø